# Musica italiana (singolo)
Musica italiana è un singolo del rapper italiano Rocco Hunt pubblicato il 5 aprile 2024.

## Video musicale
Il video, diretto da Fabrizio Conte e girato a New York, è stato pubblicato in concomitanza con l'uscita del singolo attraverso il canale YouTube del rapper.

## Tracce
Testi e musiche di Rocco Pagliarulo, Francesco Catitti e Alessandro La Cava.
1. Musica italiana – 3:03

## Classifiche
| Classifica (2024) | Posizione massima |
| ----------------- | ----------------- |
| Italia            | 63                |